# Catedral de Santa María (Batticaloa)
La Catedral de Santa María (en inglés: St. Mary's Cathedral) es la iglesia catedral de la Diócesis de Batticaloa en Puliyanthivu en el país asiático de Sri Lanka. La catedral es un punto de referencia y un icono histórico católico en el distrito de Batticaloa. Fue construida por primera vez en 1808 por Pascual Mudaliyar. Fue co-catedral o Concatedral bajo la Diócesis de Trincomalee-Batticaloa y se convirtió en la catedral después de la creación de la Diócesis de Batticaloa en 2012.